# Hemingway vs. Callaghan
 (août 2017).
 (août 2017).

Hemingway vs. Callaghan est un téléfilm canadien produit en 2003 par Téléfilm Canada.

## Synopsis
Le film est basé sur la vie du jeune Morley Callaghan à Paris pendant les années 1920 où il se réunit avec son ami Ernest Hemingway qu'il a rencontré quand ils travaillaient pour le Toronto Star. Il raconte le fameux match de boxe à Paris entre les deux écrivains qui fut arbitré par leur autre ami, F. Scott Fitzgerald. Le fait que Callaghan ait gagné le match fut si insupportable pour Hemingway que cela brisa leur amitié. Le match de boxe et la dynamique de l’amitié entre Callaghan et Hemingway a été décrit dans le roman That Summer in Paris par Callaghan qui fut revu dans le New York Book Review en 1963 par Norman Mailer. Le film est écrit par Michael DeCarlo,.